# 花园城 (犹他州)
花园城（英文：Garden City），是美国犹他州里奇县下属的一座城市。建市于 1877年，面积大约为8.38平方英里（21.7平方公里），海拔约为5,968英尺（1,819米）。根据2010年美国人口普查，该市有人口562人。